# コクラン (装甲巡洋艦)
コクラン (HMS Cochrane) はイギリス海軍の装甲巡洋艦。デューク・オブ・エジンバラ級（またはウォーリア級）。

## 艦歴
1904年3月24日起工。1905年5月28日進水。1907年2月18日就役。第一次世界大戦勃発数日前の1914年8月2日に、「コクラン」は同型艦「アキリーズ」やほか3隻の装甲巡洋艦とともにシェトランド諸島の防衛強化のため派遣された。戦争開始後、「コクラン」の属する戦隊はグランドフリートに加わった。
1919年11月14日、濃霧の中リヴァプールへ向かっていたとき、「コクラン」はマージー川河口で座礁した。数日間にわたって離礁作業が行われたが離礁させることは出来なかった。そのため1919年11月20日に退役となり、その後スクラップとして売却された。